# Cheilosia gibbosa
Cheilosia gibbosa är en tvåvingeart som först beskrevs av Becker 1894.  Cheilosia gibbosa ingår i släktet örtblomflugor, och familjen blomflugor.
Artens utbredningsområde är Polen. Inga underarter finns listade i Catalogue of Life.